# Tore Eriksson
Tore Eriksson (n. 7 august 1937, Transtrand⁠(d), Comitatul Dalarna, Suedia – d. 17 februarie 2017) a fost un biatlonist ce a reprezentat Suedia, medaliat olimpic. A participat la o ediție a Jocurilor Olimpice (1968) în care a câștigat o medalie de bronz.

## Participări
Lista de mai jos prezintă principalele competiții la care a participat Tore Eriksson de-a lungul carierei.
- biathlon at the 1968 Winter Olympics – relay[*]